# Абранська сільська рада
| Абранська сільська рада — орган місцевого самоврядування у Воловецькому районі Закарпатської області з адміністративним центром у с. Абранка. Сільській раді були підпорядковані населені пункти: - с. Абранка |

## Склад ради
Рада складалася з 12 депутатів та голови.

## Керівний склад сільської ради
| ПІБ                       | Основні відомості                                                                             | Дата обрання | Дата звільнення |
| ------------------------- | --------------------------------------------------------------------------------------------- | ------------ | --------------- |
| Шишканинець Ігор Іванович | Сільський голова, 1976 року народження, освіта, член Всеукраїнського об'єднання 'Батьківщина' | 26.03.2006   | 31.10.2010      |
| Шишканинець Ігор Іванович | Сільський голова, 1976 року народження, освіта вища, безпартійний                             | 31.10.2010   |                 |

Примітка: таблиця складена за даними джерела

## Населення
Згідно з переписом УРСР 1989 року чисельність наявного населення сільської ради становила 625 осіб, з яких 309 чоловіків та 316 жінок.
За переписом населення України 2001 року в сільській раді мешкали 584 особи.

### Мова
Розподіл населення за рідною мовою за даними перепису 2001 року:
| Мова       | Відсоток |
| ---------- | -------- |
| українська | 99,32 %  |
| російська  | 0,34 %   |
| угорська   | 0,17 %   |